# Johann Andreas Demian
Johann Andreas Demian, magyarosan Demián János András (Pozsony, 1765. március 15. – Berlin, 1845) statisztikus, etnográfus, költő, császári és királyi katonatiszt, katonai író.

## Élete
Pozsonyból származott, a császári és királyi Coburg gyalogezredben mint zászlótartó három évig szolgált; 1803-ban az ezredből kilépett és 1804-ben a katonai határőrvidéken statisztikai munkálatoknál alkalmazták; 1808-ban alhadnagyul az Udvari Haditanácshoz nevezték ki; néhány hónap múlva ezt a szolgálatát is elhagyta s huszonöt évig külföldön tartózkodva, az irodalomnak élt.

## Munkái
- Statistiches Gemälde der österr. Monarchie. Wien, 1796.
- Versuch über die Staatskräfte der österr. Monarchie. Uo. 1797.
- Darstellung der österr. Monarchie nach den neuesten statistichen Beziehungen. Uo. 1804. Öt kötet. (Ezen munkából franciául: Tableau géographique et politique des royaumes de ľHongrie, de ľEsclavonie, de Croatie et de la grande principauté de Transylvanie cz. Roth és Raymond fordításában két kötetes kivonat jelent meg Párisban 1809.)
- Anleitung zum Selbststudium der militärischen Dienstwissenschaften. Wien, 1809. Három kötet.
- Statistiche Darstellung der illyr. Provinzen. Tübingen, 1810.
- Der deutsche Bund. Leipzig, 1819.
- Statistik des österr. Kaiserthums. Uo. 1820.

Több cikke jelent meg a Liechtenstern Archiv für Geographie u. Statistik c. folyóiratában és egy a Tudom. Gyűjteményben. (1818. X. 124.)